# Lijst van burgemeesters van Hoogeloon, Hapert en Casteren
Dit is een lijst van burgemeesters van de voormalige Nederlandse gemeente Hoogeloon, Hapert en Casteren tot die gemeente op 1 januari 1997 opging in de gemeente Bladel.
| Ambtsperiode | Naam burgemeester              | Partij of stroming | Bijzonderheden |
| ------------ | ------------------------------ | ------------------ | --- |
| ??           | ??                             |                    | |
| 18?? - 1844? | Jan Franciscus Cornelis Meijer |                    | |
| 1844 - 1850  | G. Jansen                      |                    | |
| 1850 - 18??  | A. Luyten                      |                    | |
| 1878 - 1908  | A.J. van Eijk                  |                    | |
| 1908 - 1911  | P.J.A. Hoeks                   |                    | later burgemeester van Wouw                                                                                              |
| 1911 - 1941  | P.G.A.G. Panken                |                    | tevens burgemeester van onder andere Eersel                                                                              |
| 1941 - 1951  | P.J. Goossens                  |                    | eerst waarnemend, tevens burgemeester van Bladel en Netersel (1924-1951)                                                 |
| 1952 - 1968  | Jan (J.Th.) van Woensel        |                    | |
| 1968 - 1988  | Henk (H.J.L.) Wouters          | KVP                | |
| 1989 - 1997  | Peter (S.P.) Grem              | CDA                | eerder burgemeester van Oost-, West- en Middelbeers, later burgemeester van Bladel en waarnemend burgemeester van Deurne |